# Boxing (film)
Boxing is een Amerikaanse film uit 1892. De film werd gemaakt door Thomas Edison en toont twee personen die aan het boksen zijn.